# Füzesabonyi járás
A Füzesabonyi járás Heves vármegyéhez tartozó járás Magyarországon, amely 2013-ban jött létre. Székhelye Füzesabony. Területe 578,56 km², népessége 29 910 fő, népsűrűsége 52 fő/km² volt a 2012. évi adatok szerint. Egy város (Füzesabony) és 15 község tartozik hozzá.
A Füzesabonyi járás a járások 1983-as megszüntetése előtt is létezett, az 1950-es megyerendezés során hozták létre és 1983-ban szűnt meg, az összes járással együtt.

## Települései
| Település     | Rang (2013. július 15.) | Kistérség (2013. január 1.) | Népesség (2012. január 1.) | Terület (km²) |
| ------------- | ----------------------- | --------------------------- | -------------------------- | ------------- |
| Füzesabony    | járásszékhely város     | Füzesabonyi                 | 7 781                      | 46,34         |
| Kál           | nagyközség              | Füzesabonyi                 | 3 501                      | 34,81         |
| Aldebrő       | község                  | Füzesabonyi                 | 649                        | 21,78         |
| Besenyőtelek  | község                  | Füzesabonyi                 | 2 569                      | 49,1          |
| Dormánd       | község                  | Füzesabonyi                 | 1 040                      | 20,06         |
| Egerfarmos    | község                  | Füzesabonyi                 | 675                        | 23,8          |
| Kápolna       | község                  | Füzesabonyi                 | 1 575                      | 21,51         |
| Kompolt       | község                  | Füzesabonyi                 | 2 098                      | 22,73         |
| Mezőszemere   | község                  | Füzesabonyi                 | 1 232                      | 21,48         |
| Mezőtárkány   | község                  | Füzesabonyi                 | 1 575                      | 40,61         |
| Nagyút        | község                  | Füzesabonyi                 | 660                        | 18,94         |
| Poroszló      | község                  | Füzesabonyi                 | 2 715                      | 109,04        |
| Sarud         | község                  | Füzesabonyi                 | 1 126                      | 51,62         |
| Szihalom      | község                  | Füzesabonyi                 | 1 938                      | 34,17         |
| Tófalu        | község                  | Füzesabonyi                 | 526                        | 14,48         |
| Újlőrincfalva | község                  | Füzesabonyi                 | 250                        | 48,09         |

## Története
A Füzesabonyi járás az 1950-es megyerendezés során jött létre 1950. február 1-jén. Létrehozását az indokolta, hogy a Tiszafüredi járás nagy részének Szolnok megyéhez csatolása után a négy visszamaradt község túl nagy távolságra volt a szóba jöhető meglévő járási székhelyektől (Eger vagy Heves), Füzesabony pedig vasúti csomópontként komoly fejlődésen ment keresztül a megelőző évszázad során, melynek eredményeként környezetének központjává és alkalmassá vált egy új járási székhely szerepének betöltésére.
1984. január 1-jétől új közigazgatási beosztás lépett életbe, ezért 1983. december 31-én valamennyi járás megszűnt, így a Füzesabonyi is. A korábbi járási székhely városi jogú nagyközségi rangot kapott, a járás területe pedig a Füzesabonyi nagyközségkörnyéket alkotta a továbbiakban.
2013. január 1-én újjáalakult a járás.

### Községei 1950 és 1983 között
Az alábbi táblázat felsorolja a Füzesabonyi járáshoz tartozott községeket, bemutatva, hogy mikor tartoztak ide, és hogy hova tartoztak megelőzően, illetve később.
| Község        | Mikortól            | Honnan                                    | Meddig             | Hova                             |
| ------------- | ------------------- | ----------------------------------------- | ------------------ | -------------------------------- |
| Aldebrő       | 1950. február 1.    | Egri járásból                             | 1983. december 31. | Füzesabonyi nagyközségkörnyékhez |
| Besenyőtelek  | 1950. február 1.    | Egri járásból                             | 1983. december 31. | Füzesabonyi nagyközségkörnyékhez |
| Dormánd       | 1950. február 1.    | Egri járásból                             | 1983. december 31. | Füzesabonyi nagyközségkörnyékhez |
| Egerfarmos    | 1950. február 1.    | Mezőkövesdi járásból (Borsod-Gömör megye) | 1983. december 31. | Füzesabonyi nagyközségkörnyékhez |
| Feldebrő      | 1950. február 1.    | Egri járásból                             | 1983. december 31. | Füzesabonyi nagyközségkörnyékhez |
| Füzesabony    | 1950. február 1.    | Egri járásból                             | 1983. december 31. | Füzesabonyi nagyközségkörnyékhez |
| Kál           | 1950. február 1.    | Egri járásból                             | 1983. december 31. | Füzesabonyi nagyközségkörnyékhez |
| Kápolna       | 1950. február 1.    | Egri járásból                             | 1983. december 31. | Füzesabonyi nagyközségkörnyékhez |
| Kompolt       | 1950. február 1.    | Egri járásból                             | 1983. december 31. | Füzesabonyi nagyközségkörnyékhez |
| Mezőszemere   | 1950. február 1.    | Mezőkövesdi járásból (Borsod-Gömör megye) | 1983. december 31. | Füzesabonyi nagyközségkörnyékhez |
| Mezőtárkány   | 1950. február 1.    | Egri járásból                             | 1983. december 31. | Füzesabonyi nagyközségkörnyékhez |
| Nagyút        | 1950. február 1.    | Egri járásból                             | 1983. december 31. | Füzesabonyi nagyközségkörnyékhez |
| Poroszló      | 1950. február 1.    | Tiszafüredi járásból                      | 1983. december 31. | Füzesabonyi nagyközségkörnyékhez |
| Sarud         | 1950. február 1.    | Tiszafüredi járásból                      | 1983. december 31. | Füzesabonyi nagyközségkörnyékhez |
| Szihalom      | 1950. február 1.    | Mezőkövesdi járásból (Borsod-Gömör megye) | 1983. december 31. | Füzesabonyi nagyközségkörnyékhez |
| Tiszanána     | 1950. február 1.    | Tiszafüredi járásból                      | 1950. május 31.    | Hevesi járáshoz                  |
| Tódebrő       | 1950. szeptember 6. | Aldebrő és Tófalu egyesülése              | 1958               | Ismét különváltak                |
| Tófalu        | 1950. február 1.    | Egri járásból                             | 1983. december 31. | Füzesabonyi nagyközségkörnyékhez |
| Újlőrincfalva | 1950. február 1.    | Tiszafüredi járásból                      | 1983. december 31. | Füzesabonyi nagyközségkörnyékhez |

### Történeti adatai
Megszűnése előtt, 1983 végén területe 605 km², népessége pedig mintegy 35 ezer fő volt.